# فدریکو باشیروتو
فدریکو باشیروتو (انگلیسی: Federico Baschirotto؛ زادهٔ ۲۰ سپتامبر ۱۹۹۶) بازیکن فوتبال است.